# Назаров, Дмитрий Валентинович
Дми́трий Валенти́нович Наза́ров (азерб. Dmitri Nəzərov; 4 апреля 1990, Красноармейск, Северо-Казахстанская область, Казахская ССР, СССР) — немецко-азербайджанский футболист, нападающий клуба «Эрцгебирге» и национальной сборной Азербайджана.

## Ранние годы
Родился в городе Красноармейске Казахской ССР. По линии деда футболист имеет азербайджанские корни. Когда ему был один год, семья переехала в Германию, где Дмитрий начал играть в футбол.

## Карьера

### Клубная
В детстве играл за «Ворматию» из города Вормс. Затем перешёл в юношескую команду «Кайзерслаутерна», подписал с этим клубом профессиональный контракт и начал играть за второй состав команды. В 2010 году перешёл в дубль «Айнтрахта», но там он не смог сыграть за основную команду несмотря на то, что показал хороший результат, забив 11 голов в 39 матчах. В 2012 году перешёл в «Пройссен» из Мюнстера. Привлёк внимание скаутов «Карлсруэ» своей хорошей игрой в «Пройссене» и вскоре перешёл в команду из Карлсруэ.

### Национальная сборная
Показав отличные результаты в чемпионате, привлёк внимание тренера сборной Азербайджана Берти Фогтса. 27 мая 2014 сыграл в товарищеском матче против сборной США, выйдя на замену во втором тайме.